# Ammospermophilus interpres
Ammospermophilus interpres — вид гризунів родини Sciuridae. Він зустрічається в Мексиці, а також у Техасі та Нью-Мексико в США.

## Морфологічна характеристика
Дорослі особини можуть досягати 220–235 міліметрів у довжину і важити 99–112 грамів. Вони мають білу смугу збоку тулуба, виділену чорними мітками як над, так і під смугою. Решта хутра сірого кольору з чорними або коричневими плямами, за винятком нижньої частини хвоста, яка також біла. Вони активні протягом року і не впадають у сплячку.

## Спосіб життя
Цикл розмноження починається в лютому, коли щороку вирощуються від одного до двох виводків від п'яти до чотирнадцяти дитинчат. Молодняк залишається в гнізді, доки вони не виростуть приблизно на чверть, що збігається з переходом на тверду їжу. Їхній раціон включає комах, насіння та ягоди, включно з плодами та насінням різноманітних видів кактусів. Одна доросла особина, знайдена в 1905 році, з'їла плід Opuntia engelmannii в такій кількості, що її плоть стала пурпуруватою.

## Середовище існування
A. interpres гніздиться в норах або в ущелинах серед скель, зазвичай поблизу кущів або кущів. У Сполучених Штатах вони зустрічаються в західному Техасі та в частині південної центральної частини Нью-Мексико. Вони також зустрічаються на півночі Мексики, зокрема в пустелі Чіуауа.